# William la Zouche (1er baron Zouche de Mortimer)
Pour les articles homonymes, voir William la Zouche.
William la Zouche, né sous le nom de William de Mortimer à une date inconnue et mort le 28 février 1337, 1er baron Zouche de Mortimer et de jure uxoris 6e seigneur de Glamorgan, est un noble anglais du XIVe siècle. Issu d'une branche de la puissante famille Mortimer, il hérite de possessions importantes à la mort d'un de ses cousins maternels en 1314. William réalise ensuite un mariage avantageux avec Alice de Toeni, la veuve du comte de Warwick. Initialement un loyal serviteur du roi Édouard II, Zouche rallie finalement la rébellion de la reine Isabelle et de son cousin Roger Mortimer en 1326.
En 1329, Zouche épouse en secondes noces la très riche héritière Éléonore de Clare, après l'avoir enlevée de force. Cette union rencontre plusieurs obstacles : le couple est condamné à une amende importante pour s'être marié aussi hâtivement et doit attendre l'avènement d'Édouard III pour obtenir la pleine restitution des possessions d'Éléonore, tandis que cette dernière se trouve brièvement au cœur d'une querelle matrimoniale entre son époux William la Zouche et le baron John Grey. Zouche lui-même meurt en 1337, suivi quelques mois après par son épouse.

## Biographie

### Origines et premier mariage
Au moins le second fils de Robert de Mortimer et de son épouse Joyce la Zouche, fille d'un même William la Zouche, William la Zouche porte par conséquent à sa naissance le nom de William de Mortimer. La famille Mortimer, dont il est issu du côté paternel, descend d'un des compagnons normands de Guillaume le Conquérant lors de sa conquête de l'Angleterre en 1066 et possède à la fin du XIIIe siècle d'importantes terres dans les Marches galloises. De ce fait et même si la branche dont provient son lignage est plus modeste, William la Zouche est un parent de Roger Mortimer, 1er baron Mortimer de Chirk, et de son neveu Roger Mortimer, 3e baron Mortimer de Wigmore et 1er comte de March. La date de naissance de William demeure inconnue, mais étant donné que son père meurt en 1287, sa mère en 1289 et qu'il entame sa carrière militaire à la fin des années 1290, on suppose qu'il voit le jour au cours des années 1270.
La mort de son frère aîné Hugh Mortimer, seigneur de Richard's Castle dans le Herefordshire, en 1304 fait de William l'héritier des possessions d'Alan la Zouche, 1er baron la Zouche d'Ashby. Ce dernier est un cousin de sa mère Joyce. À la mort d'Alan en 1314, William hérite de sa terre d'Ashby-de-la-Zouch dans le Leicestershire et d'autres terres situées dans le Cambridgeshire et le Sussex. À compter de 1316, il préfère porter le nom de sa mère afin d'apparaître comme l'héritier naturel des possessions la Zouche. Après avoir obtenu l'autorisation royale le 26 octobre 1316, William la Zouche devient avant le 15 février 1317 l'époux d'Alice de Toeni, la veuve de Guy de Beauchamp, 10e comte de Warwick. Ce mariage fort avantageux pour Zouche, qui prend possession de l'important douaire d'Alice, se révèle fructueux, puisque de cette union naissent un fils et une fille. Alice de Toeni meurt avant le 8 janvier 1325.

### Carrière militaire
William la Zouche apporte son soutien à son cousin Roger Mortimer, 3e baron Mortimer de Wigmore, lorsque celui-ci est nommé le 23 novembre 1316 Lord lieutenant d'Irlande par le roi Édouard II afin de chasser d'Irlande l'Écossais Édouard Bruce. Pour autant, Zouche refuse de rallier les barons de Wigmore et de Chirk lorsque ceux-ci s'allient à d'autres seigneurs des Marches galloises en mai 1321 afin d'imposer l'exil d'Hugues le Despenser, favori du roi. Fidèle au roi, Zouche ne proteste pas face à l'incarcération de ses cousins Mortimer et prend part à la bataille de Boroughbridge le 16 mars 1322 lors de laquelle les rebelles sont écrasés. En récompense de sa loyauté, il est créé par le roi Édouard baron Zouche de Richard's Castle de Mortimer le 26 décembre 1323. Zouche poursuit ses services auprès de la couronne, puisqu'il est envoyé en Aquitaine en 1324 et 1325 afin de défendre ce duché face aux Français au cours de la guerre de Saint-Sardos.
Cette allégeance au régime d'Édouard II et de la famille Despenser prend fin lorsque la reine Isabelle de France et Roger Mortimer de Wigmore, fugitif en France depuis 1323, conduisent à l'automne 1326 une invasion du royaume ayant pour but de renverser le roi et son favori. Capturé grâce à l'aide de la Zouche près de Llantrisant, Hugues le Despenser est exécuté en novembre 1326, tandis que le roi est destitué par le Parlement en janvier 1327. Pendant ce temps, Hugues le Despenser, jeune fils du favori exécuté, continue à résister au château de Caerphilly. La reine charge alors le 15 février 1327 William la Zouche d'assiéger le château avec une force de 425 soldats et offre à plusieurs reprises un pardon général à toute la garnison, sauf au jeune Hugues. Néanmoins, la garnison de Caerphilly refuse d'abandonner ce dernier à son sort. Finalement, Caerphilly capitule le 20 mars, à la condition que le jeune Hugues soit gracié.

### Second mariage
En récompense, Zouche est nommé administrateur du Glamorgan avant d'être remplacé en juin 1327 par son cousin Roger Mortimer. Isabelle compense Zouche en le nommant, à l'été 1328, administrateur des forêts royales au sud de la Trent et connétable de la Tour de Londres. Néanmoins, Zouche s'estime lésé et enlève avant le 26 janvier 1329 Éléonore de Clare, veuve du favori Hugues le Despenser et héritière de la seigneurie du Glamorgan. Il l'épouse, revendique en son nom le Glamorgan (toujours contrôlé par Mortimer) et tente vainement d'occuper Caerphilly. Le mariage ayant eu lieu sans l'autorisation royale, le couple est arrêté en mai 1329, voit ses terres confisquées et est condamné à une amende colossale de 50 000 livres. En mars 1330, Zouche est accusé d'avoir soutenu la conspiration d'Edmond de Woodstock contre Isabelle et Roger Mortimer, mais l'exécution de Mortimer en novembre 1330 par le roi Édouard III le tire d'embarras.
Finalement, le 20 janvier 1331, Édouard III restitue à William la Zouche et Éléonore de Clare le Glamorgan. Mais parallèlement, un violent litige oppose Zouche à John Grey, 1er baron Grey de Rotherfield. Grey prétend en effet avoir été marié à Éléonore avant Zouche. Peut-être Éléonore avait-elle effectivement prévu d'épouser Grey avant d'être enlevée par Zouche. Les deux hommes sont emprisonnés quelque temps sur ordre du roi. Finalement, après une enquête diligentée par le pape Jean XXII, l'évêque de Lichfield Roger Northburgh tranche en 1333 en faveur de Zouche et Éléonore de Clare reste auprès de son second époux. Les tensions au sujet de l'héritage d'Éléonore se poursuivent sporadiquement au cours des années suivantes, puisque Zouche entre également en conflit avec Hugh Audley, époux de Marguerite de Clare, la sœur d'Éléonore. Seule l'intervention personnelle d'Édouard III permet d'assouplir les relations entre les héritiers de la famille de Clare.

### Prétentions en Écosse et mort

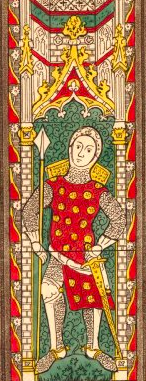
Représentation de William la Zouche sur un vitrail de l'abbaye de Tewkesbury.

En tant qu'arrière-arrière-petit-fils d'Hélène de Galloway, épouse de Roger de Quincy, 2e comte de Winchester, et cohéritière d'Alan de Galloway, William la Zouche a hérité de ses prétentions concernant des biens dans le Galloway et le Lothian. Ceci explique notamment sa participation précoce à la bataille de Falkirk contre les Écossais en 1298, alors qu'il est encore jeune à cette époque. Après la conclusion de la première guerre d'indépendance écossaise par le traité d'Édimbourg-Northampton en 1328, les biens que revendiquent Zouche en Écosse sont perdus. Bien qu'il refuse de renoncer à ses revendications, William ne reçoit pas le soutien d'Édouard III dans ses prétentions. En définitive, il renonce à ses prétentions en faveur de Ralph de Stafford, un proche compagnon d'armes du roi et qui, contrairement à Zouche, soutient l'usurpation du trône écossais par Édouard Balliol en 1332 dans le but de reconquérir son héritage.
William la Zouche meurt le 28 février 1337, sans doute à l'approche de la soixantaine. Ayant nommé sa seconde épouse Éléonore de Clare comme son exécutrice testamentaire, il est inhumé par sa veuve dans l'abbaye de Tewkesbury, où repose une grande partie de la famille de Clare. Ce geste semble suggérer qu'Éléonore s'est finalement accommodée avec le mariage forcé qu'elle a dû conclure avec son second époux. Éléonore elle-même ne lui survit guère longtemps, puisqu'elle meurt dès le 30 juin. Les possessions et le titre de baron de William la Zouche sont hérités par son fils Alan, issu de son premier mariage avec Alice de Toeni. Quant à la seigneurie de Glamorgan qu'il détenait de jure uxoris, elle est transmise à son beau-fils Hugues le Despenser qui, ironie du sort, avait été assiégé par son futur beau-père à Caerphilly en 1327.

## Descendance
De son premier mariage avec Alice de Toeni, William la Zouche a deux enfants :
- Alan la Zouche (1317 – 1346), 2e baron Zouche de Mortimer ;
- Joyce la Zouche (vers 1318 – 1372), épouse John de Botetourt, 2e baron Botetourt.

De son second mariage avec Éléonore de Clare, il a un enfant :
- William la Zouche (vers 1330 – après 1390), moine à Glastonbury.